# Veentjerpolder
De Veentjerpolder is een voormalig waterschap in de Nederlandse provincie Groningen ten zuiden van het dorp Siddeburen.
Het waterschap is ontstaan door een fusie van de Zuidelijke Siddebuursterpolder en het zuidelijke, onderbemalen deel van Zandwerf bij Hellum. Het was gelegen tussen het dorp Siddeburen en het Siepkanaal.
Waterstaatkundig gezien ligt het gebied sinds 2000 binnen dat van het waterschap Hunze en Aa's.